# Villa Jovis
A Villa Jovis (magyarul am. Jupiter villája) ókori római palota romja Capri egyik látványossága.

## Története
A villát Tiberius római császár építtette  27 és  37 között. A legnagyobb, a tizenkét Caprin épített császári villa közül, amelyekről Tacitus is említést tett. A császár  26-ban visszavonult Capreae (ma Capri) szigetén épült villáiba, ahol szinte csak a mulatozással – és perverz vágyainak kielégítésével, mint az ókori szerzők egybehangzóan állítják – töltötte idejét, Róma ügyeit csak testőrparancsnokán keresztül, levélben bonyolította.

## Leírása
A Villa Jovis Capri szigetének északkeleti részén áll, a 334 méter magas úgynevezett Tiberius-hegyen. Maga a villa az egész hegyet elfoglalja, bár a hozzá tartozó erdős és kertes részekkel együtt még nagyobb területet is elfoglalt. Maga az épület lépcsőzetes, teraszokkal emelkedett a torony felé. Az egyes részeket lépcsők és teraszok kötötték össze. Közepén egy négyszögű tér volt, benne legalább négy nagy ciszterna, amelyeknek elosztóit is megtalálták. Ma már igen kevés épületmaradvány mutatja az egyes épületrészek rendeltetését. Négy oszloptalapzat maradt a palota előcsarnokából, márványberakások, padozatrészletek a császári lakosztályokból, és – ami a legkülönlegesebb – a hegyfok északi oldalán egy 92 m hosszú loggia maradványa, amely húsz méterrel mélyebbre vezet, mint maga a palota. Továbbá felismerhetők a palota fürdőhelyiségei is. A palota romjai felett Madonna-szobor és kis kápolna van, ez a legmagasabb helye (354 m) az előfoknak, ahonnan tökéletes a körkilátás a szigetre és a tengerre egyaránt. Az 1. század építészetének egyik kiemelkedő példája.